# Arthur Rostron
Sir Arthur Henry Rostron (Astley Bridge, 14 maggio 1869 – Chippenham, 4 novembre 1940) è stato un comandante marittimo e militare britannico.
In forza per 36 anni alla compagnia Cunard Line, è noto soprattutto per essere stato il comandante della nave Carpathia quando essa trasse in salvo i superstiti del Titanic, il 15 aprile 1912.

## Biografia

### Vita personale e primi anni
Arthur Rostron nacque il 14 maggio 1869 a Astley Bridge, a nord di Bolton, da James e Nancy Rostron. Educato alla Bolton Grammar School nel 1882-1883 e al Bolton Church Institute nel 1884, Rostron si imbarcò sulla nave scuola HMS Conway come aspirante allievo ufficiale di coperta. Dopo due anni di addestramento fu allievo di coperta per la Waverley Line di Liverpool sul veliero Cedric the Saxon.

### Carriera
Nel 1887 Rostron ottenne un imbarco sul Red Gauntlet come secondo ufficiale. Poco dopo lasciò la Waverly Line e si unì alla Camphill. Nel dicembre 1894 servì a bordo del piroscafo Concord. Si unì quindi alla Cunard Line nel gennaio 1895 e ottenne una posizione di quarto ufficiale a bordo del transatlantico Umbria. Negli anni successivi servì a bordo di diverse navi della compagnia, tra cui Aurania, Etruria, Servia, Cherbourg, Ultonia e Saxonia. Nel 1907 Rostron fu nominato primo ufficiale del Lusitania per il suo viaggio inaugurale, ma il giorno prima della partenza venne trasferito al Bresica, sul quale ricevette il suo primo incarico di comando. Sul Bresica e su altre navi, tra cui la sua prima nave passeggeri, la Pennonia, della quale prese il comando nel 1911, servì nel bacino del Mar Mediterraneo.
Come membro della Royal Naval Reserve, Rostron lasciò temporaneamente la Cunard Line per servire con la Royal Navy nel corso di un periodo di tensione internazionale causato dalla guerra russo-giapponese del 1904-1905. Successivamente tornò alla Cunard Line, che gli affidò il comando del Carpathia, un'altra nave che abitualmente collegava l'America con i porti del Mediterraneo.

#### Al salvataggio delTitanic
Nella notte tra il 14 e il 15 aprile 1912 il Carpathia, comandato da Rostron, navigava lungo la rotta prestabilita da New York a Fiume. L'ufficiale radiotelegrafista Harold Cottam ricevette dalla stazione telegrafica di Capo Race un messaggio che informava che essa aveva traffico privato per il transatlantico Titanic, della compagnia rivale White Star Line, che stava compiendo il suo viaggio inaugurale in direzione opposta; pensando che sarebbe stato utile, Cottam notificò ciò al Titanic, ma in risposta ricevette il segnale di soccorso della nave, che stava affondando dopo una collisione contro un iceberg. Rostron, che in quel momento si trovava a riposo e venne svegliato da un allarmato Cottam, tracciò immediatamente un percorso da coprire a velocità massima (17 nodi, corrispondenti a 31 km/h) verso l'ultima posizione nota del Titanic, a circa 58 miglia nautiche (93 km) di distanza, e diede l'ordine di invertire la rotta e mettere le macchine avanti tutta. La sua era di fatto la seconda nave più vicina al piroscafo in difficoltà dopo il mercantile Californian, che, pur trovandosi soltanto a circa 10 miglia (16 km) di distanza, non intervenne in quanto il suo operatore telegrafico Cyril Evans non era in servizio, quindi non ricevette i segnali di soccorso, e non riuscì a stabilire un contatto tramite razzi pirotecnici e segnali luminosi (Evans, prima di spegnere la radio ed andare a letto, aveva comunicato alle navi in zona la presenza degli iceberg ed aveva ricevuto una risposta stizzita da parte del collega del Titanic Jack Phillips, che gli intimava di tacere e di non disturbarlo mentre dialogava con la stazione telegrafica di Capo Race).

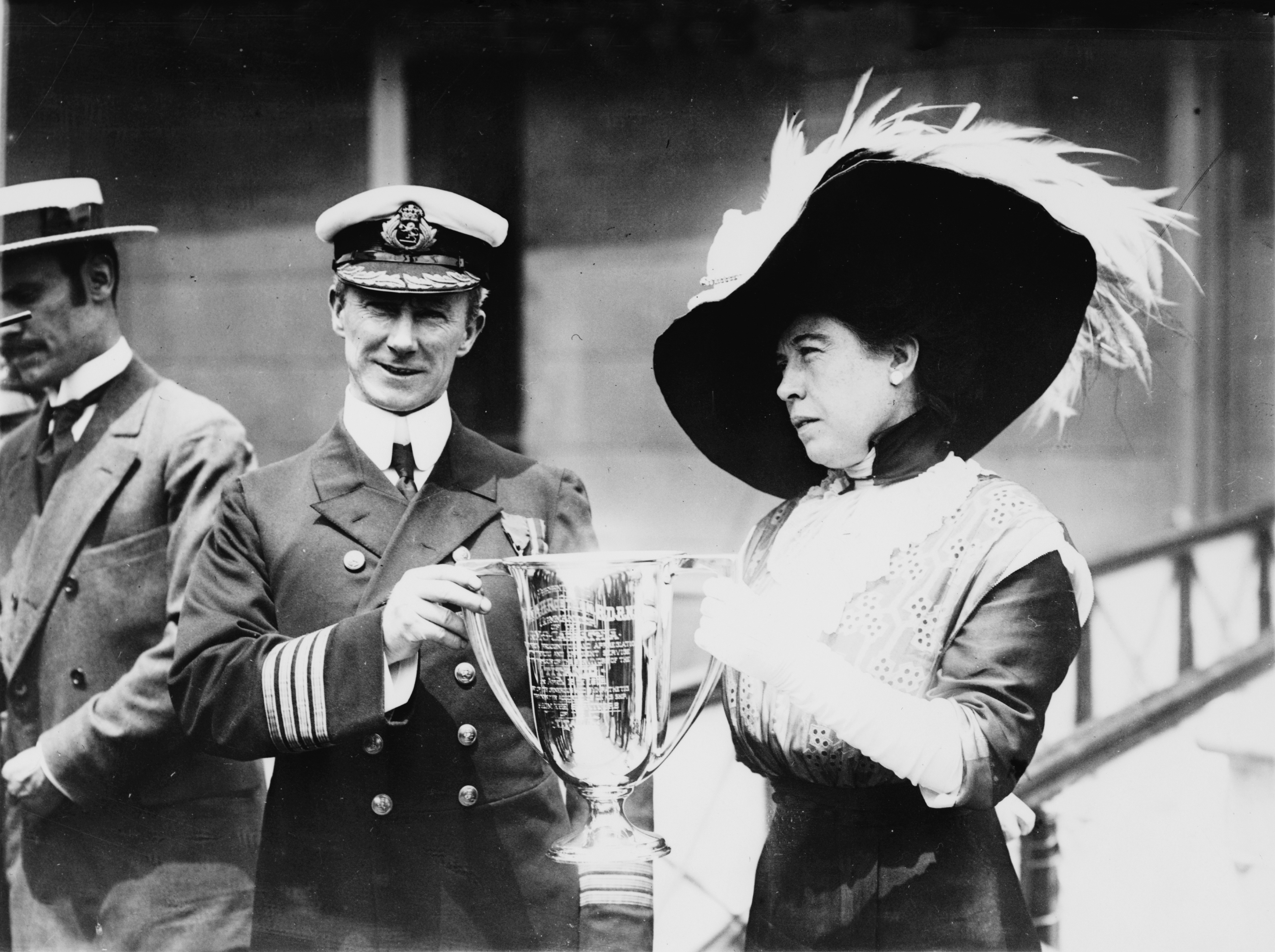
Arthur Rostron riceve la coppa d'argento da Margaret Brown.

Quando Rostron, dopo aver pericolosamente attraversato vasti campi di ghiaccio, credette che il Carpathia fosse arrivato abbastanza vicino al Titanic, ordinò di lanciare alcuni razzi di segnalazione per incoraggiare la nave se fosse stata ancora a galla o i suoi superstiti se non lo fosse stato. Il Carpathia cominciò a raccogliere i superstiti alle 4:00, circa un'ora dopo l'avvistamento del primo razzo da parte di coloro che si trovavano sulle lance di salvataggio e circa un'ora e mezza dopo il totale affondamento del Titanic. Dei 2.223 passeggeri a bordo del Titanic, solo 705 sopravvissero. Dopo essersi consultato con l'amministratore delegato della White Star Line Joseph Bruce Ismay, sopravvissuto al naufragio, Rostron decise di invertire la rotta e tornare a New York, dove giunse la mattina del 18 aprile.
Più tardi Rostron testimoniò sugli eventi della notte del naufragio sia per l'inchiesta britannica che per quella americana. I sopravvissuti del Titanic, per gli sforzi compiuti dal comandante quella notte, lo onorarono con una coppa d'argento (consegnatagli da una delle passeggere e superstiti più celebri del Titanic, la milionaria americana Margaret "Molly" Brown) e una medaglia d'oro. Il comandante fu ospite del presidente William Taft alla Casa Bianca e ricevette la medaglia d'oro del Congresso, il più alto riconoscimento civile conferito dall'organo legislativo degli Stati Uniti, la Croce d'Onore Americana e altre due medaglie: la prima dalla "Shipwreck and Humane Society" di Liverpool; la seconda, d'oro, dalla "Shipwreck Society" di New York.

#### Prima guerra mondiale
Rostron rimase comandante del Carpathia per un altro anno, prima di essere trasferito al Caronia. Successivamente, dal 1913 al 1914, assunse il comando delle navi Carmania e Campania, per poi tornare al Lusitania. Era il comandante della Aulania quando la prima guerra mondiale ebbe inizio e la nave fu adattata al trasporto truppe. Nel 1915, Rostron e la Aulania furono coinvolti nella campagna dei Dardanelli in Turchia.
Nell'ambito della prima guerra mondiale, nel settembre 1915 Rostron divenne comandante del Mauretania e nell'aprile del 1916 dell'Ivernia, nel Mar Mediterraneo. Tornò al Mauretania nel 1917, prima di prendere il comando di Andania, Saxonia, Carmania e infine di nuovo del Mauretania.

### Ultimi anni
Nel dicembre del 1918 fu nominato comandante della Royal Naval Reserve e, nel 1919, commendatore dell'Ordine dell'Impero Britannico.
Rostron continuò a comandare il Mauretania, con cui tornò al normale servizio passeggeri nel mese di giugno 1919 e che, alla fine, fu la nave a cui legò la maggior parte della sua carriera. Nel 1926 fu nominato Cavaliere Commendatore dell'Ordine dell'Impero Britannico. Nel luglio 1928 prese il comando del Berengaria, divenendo il Commodoro della flotta Cunard.
Dopo il suo ritiro nel maggio 1931, Rostron è stato membro e comandante del Southampton Master Mariner's Club. Quello stesso anno pubblicò la sua autobiografia, intitolata Home from the Sea.
Quando il suo amato Mauretania navigò verso la Scozia per il suo disarmo nel 1935, Rostron si recò sul posto per un ultimo saluto alla nave ma non volle salire a bordo, preferendo ricordare il transatlantico come era quando lo comandava e salutarlo da terra.
Rostron morì di polmonite presso l'Ospedale Cottage, a Chippenham, il 4 novembre 1940, all'età di 71 anni. È sepolto nella chiesa West End a Southampton, accanto a sua moglie Ethel Minnie Rostron, che morì tre anni dopo. La città di Rostron Close, nel West End, fu chiamata così in suo onore.